# 异毛蚶
异毛蚶（学名：Scapharca anomala），是魁蛤目魁蛤科毛蚶属的一种。主要分布于中国大陆，常栖息在潮下带。